# Ascanio Sforza
Ascanio Maria Sforza Visconti (Cremona, 3 de março de 1455 — Roma, 28 de maio de 1505) foi um cardeal e diplomata da Igreja Católica.
Filho de Francesco Sforza, Duque de Milão, e Bianca Maria Visconti, e irmão de Galeazzo Maria Sforza e Ludovico Sforza. Recebeu educação de Filelfo, que o introduziu na arte do governo e na literatura. Com dez anos foi nomeado abade de Chiaravalle, em 1479 foi indicado bispo de Pavia e em 1484, cardeal-diácono de São Vito e São Modesto. Foi indicado administrador das dioceses de Novara, Cremona, Eger, Perpignan-Elne e Pesaro. Vice-chanceler da Santa Sé em 1492. Quando os franceses invadiram a Itália em 1494, traiu o Papa Alexandre VI e se reuniu a outros cardeais exigindo sua deposição, mas sem efeito, e foi perdoado, mas não conseguiu recuperar sua ascendência sobre ele. Também foi absolvido pelo papa da acusação de envolvimento no assassinato de Giovanni Bórgia. Na segunda invasão francesa em 1500 foi preso em Lyon, sendo liberado em 1502. Tentou várias vezes ocupar a Cátedra de Pedro, mas todas as suas candidaturas foram infrutíferas.
Como diplomata seus esforços se concentraram na reconciliação entre Nápoles e Milão, mas as negociações se tornaram violentas e tiveram de ser apaziguadas pelo Papa Inocêncio VIII. Também intermediou o casamento entre Giovanni Sforza e Lucrezia Borgia.